# Premi Turia a la millor opera prima
El Premi Turia a la Millor Opera Prima és un guardó atorgat anualment per la Cartelera Turia des de 1992, en la gala dels Premis Turia, a la millor opera prima. En ella s'honren els assoliments del món de la cultura i l'espectacle.

## Guardonats
| Any  | Pel·lícula                | Director                 |
| ---- | ------------------------- | ------------------------ |
| 2018 | Júlia ist                 | Elena Martín i Gimeno    |
| 2017 | María (y los demás)       | Nely Reguera             |
| 2016 | Techo y comida            | Juan Miguel del Castillo |
| 2015 | 10.000 km                 | Carlos Marqués-Marcet    |
| 2014 | Stockholm                 | Rodrigo Sorogoyen        |
| 2013 | Carmina o revienta        | Paco León                |
| 2012 | EVA                       | Kike Maíllo Iznájar      |
| 2011 | Planes para mañana        | Juana Macías Alba        |
| 2011 | Herois                    | Pau Freixas              |
| 2010 | Tres dies amb la família  | Mar Coll                 |
| 2010 | Pagafantas                | Borja Cobeaga            |
| 2009 | Los cronocrímenes         | Nacho Vigalondo          |
| 2008 | El millor de mi           | Roser Aguilar            |
| 2008 | Ladrones                  | Jaime Marqués Olarreaga  |
| 2007 | La noche de los girasoles | Jorge Sánchez-Cabezudo   |
| 2006 | 15 días contigo           | Jesús Ponce              |
| 2005 | Fuera del cuerpo          | Vicente Peñarrocha       |
| 2004 | La suerte dormida         | Ángeles González-Sinde   |
| 2004 | Las horas del día         | Jaime Rosales            |
| 2003 | El segon nom              | Paco Plaza               |
| 2002 | L'illa de l'holandès      | Sigfrid Monleón          |
| 2001 | Sé quién eres             | Patricia Ferreira        |
| 2000 | Em dic Sara               | Dolors Payàs i Puigarnau |
| 1999 | Mensaka                   | Salvador García Ruiz     |
| 1998 | Familia                   | Fernando León de Aranoa  |
| 1997 | La buena vida             | David Trueba             |
| 1997 | Hola, ¿estás sola?        | Icíar Bollaín            |
| 1996 | Antártida                 | Manuel Huerga            |
| 1995 | Ojalá Val del Omar        | Cristina Esteban         |
| 1994 | -                         | -                        |
| 1993 | El cielo sube             | Marc Recha               |
| 1992 | -                         | -                        |